# 6511 Фурманов
6511 Фу́рманов (6511 Furmanov) — астероїд головного поясу, відкритий 27 серпня 1987 року.
Тіссеранів параметр щодо Юпітера — 3,390.